# Grote Sint-Martinuskerk
De Grote Sint-Martinus (Duits: Groß Sankt Martin) is een van de twaalf grote romaanse kerken in het centrum van de Duitse stad Keulen. De kerk wordt nauw omzoomd door in historische stijl gebouwde woon- en winkelgebouwen uit de jaren 70 en 80. De drie-schepige basiliek met zijn klaverbladvormige oostelijk koor en vierkante vieringtoren met vier hoektorentjes is een van de markantste gebouwen in het Keulse stadspanorama van de linkeroever van de Rijn.
De funderingen van de kerk rusten op de overblijfselen van een Romeins gebouw dat ooit stond op een voormalig eiland in de Rijn. Meerdere eeuwen was de kerk een stiftskerk van een Benedictijnse abdij. Na de secularisatie in de 19e eeuw werd de kerk in gebruik genomen als parochiekerk. Luchtaanvallen op Keulen tijdens de Tweede Wereldoorlog richtten zware verwoestingen aan de kerk aan. De toren werd in 1965 herbouwd. Tot 1985 duurden de restauratiewerkzaamheden, 40 jaren na afloop van de oorlog werd de kerk opnieuw gewijd.
Sinds 2009 wordt de Grote Sint-Martinus als kloosterkerk gebruikt door de Gemeenschap van Jeruzalem en is de kerk voor gelovigen en bezoekers geopend. In de nieuw gecreëerde crypte kunnen bezoekers opgravingen uit de Romeinse tijd bezichtigen.
Door de toevoeging "Grote" wordt de basiliek van de aanmerkelijk kleinere en mogelijk ook oudere, eveneens aan de heilige Martinus gewijde, marktkerk onderscheiden. Van deze kerk, die bekendstaat onder de naam Kleine Sint-Martinus (Duits: Klein Sankt Martin), bleef slechts de toren behouden.

## Geschiedenis
Het gebied rond de kerk behoorde bij het Romeinse Keulen (Colonia Claudia Ara Agrippinensium) en was oorspronkelijk een stroomopwaarts gelegen eiland in de Rijn ten oosten van het praetorium.
De geschiedenis van de Grote Sint-Martinus is nauw verbonden met de geschiedenis van de bijbehorende Benedictijner abdij. Uit de tijd van de oprichting van stift en kerk zijn slechts weinig documenten overgeleverd, waardoor de bevindingen met betrekking tot de bouw hoofdzakelijk steunen op archeologisch onderzoek en kunsthistorische overwegingen. Mogelijk stond reeds in de 7e eeuw een kapel op de plek. De stichting van het klooster en de kerk in de Frankische tijd is weliswaar niet bewijsbaar, maar wordt vermoed op grond van het patrocinium van de kerk; Martinus van Tours was in die periode de meest populaire heilige en de meeste kerken onder diens patrocinium werden in de periode van de 7e - 9e eeuw gebouwd.
Een betrouwbare bron is de Lorscher Codex. Deze vermeldt de stichting van de kerk ter ere van Sint-Martinus als koorherensticht door de Keulse aartsbisschop Bruno de Grote. Aartsbisschop Bruno vermeldde de Martinuskerk ook in zijn testament en schonk de kerk nog tijdens zijn leven een relikwie van Sint-Elifius, de tweede patroonheilige van de kerk.
Zeker is ook dat onder aartsbisschop Everger (985-999) Ierse benedictijnen het stift bewoonden, waarmee het een zogenaamd "Schottenklooster" was geworden. In de 11e eeuw werd de Ieren langzamerhand vervangen door inheemse monniken. Aartsbisschop Pilgrim stond afwijzend tegenover buitenlandse monniken en zou hebben bijgedragen aan hun aflossing.

## De Romaanse nieuwbouw
In 1150 vernietigde een stadsbrand het gebied, waarbij zowel kerk als klooster schade opliepen. Alhoewel onbekend is hoe groot de schade was, wordt er vermoedt dat de brand aanleiding was om de gebouwen volledig te slopen. Met de bouw van het klaverbladkoor werd een begin gemaakt aan de huidige Martinuskerk. Terwijl de kerk nog in aanbouw was, wijdde aartsbisschop Filips I van Heinsberg in 1172 de bouw. Na de voltooiing van de kerk in de 13e eeuw, werden er tot de 19e eeuw amper veranderingen aan het bouwwerk uitgevoerd. Een uitzondering betroffen herstelmaatregelen, die met name voor de vieringtoren ettelijke malen noodzakelijk waren. Zo werd het dak van vieringtoren in 1378 door een brand verwoest. Een zware storm in 1434 veroorzaakte opnieuw schade aan de toren. Neervallende muurdelen stortten op omliggende gebouwen van de Fischmarkt en sloegen in de gewelven boven het hoogaltaar. De toren werd gewijzigd gerestaureerd en kreeg in de periode 1450-1460 de karakteristieke gotische spits met knik.

## Barok en Classicisme
Nadat in 1707 onder abt Heinrich Obladen de inmiddels bouwvallig geworden abdijgebouwen waren gesloopt en vervangen door nieuwbouw, deed de barok zijn intrede in de kerk. De kerk werd opnieuw beschilderd, werd voorzien van vele barokke voorwerpen en kreeg een nieuw, groter orgel. Omstreden was de verhoging van het altaar in de tweede helft van de 18e eeuw. Dit leidde tot zware kritiek en vergeefse protestbrieven aan de pauselijke nuntius omdat de oude grafplaten bij deze ingrepen werden vernietigd en de sokkels van de zuilen en pijlers onder de verhoogde altaarvloer verdwenen. Tegen het einde van de 18e eeuw kreeg de kerk opnieuw een eigentijdse herinrichting met barokke elementen, maar ook het classicisme deed zijn intrede. Zijaltaren en preekstoel werden extreem eenvoudig uitgevoerd, het hoogaltaar was daarentegen zeer weelderig met omstreden beschilderingen die refereerden aan de Grieks-Romeinse godenwereld.

## Secularisatie en restauratie
De inname van Keulen door Franse troepen in oktober 1794 leidden een bezetting van 20 jaar in. Er werden tal van antiklerikale maatregelen ingevoerd. Kerkelijke goederen werden in beslag genomen, het Aartsbisdom Keulen werd opgeheven, de Dom van Keulen werd een gewone parochiekerk en vanaf 9 juni 1802 werden alle geestelijke samenwerkingsverbanden per decreet verboden. Het klooster hield op 21 september 1802 op te bestaan en de 21 monniken moesten zich nu buiten de bescherming van de kloostermuren zien te redden. Vanaf dat moment werd de Martinuskerk een parochiekerk. De aan de Martinuskerk grenzende Sint-Brigidakerk werd in 1805 geveild en afgebroken. Franse veteranen gebruikten de voormalige kloostergebouwen als woonruimte, maar verlieten in 1821 de gebouwen als gevolg van toenemende bouwvalligheid. Vervolgens werden de gebouwen gedeeltelijk afgebroken. De kruisgang bleef tot 1839 behouden.
Tegen het midden van de 19e eeuw bood de Martinuskerk te midden van gesloopte gebouwen een troosteloze aanblik. De vieringtoren van de kerk zelf miste sinds 1527 en 1789 twee hoektorentjes en aan de noordzijde, waar zich voorheen de abdijgebouwen aansloten, resteerde slechts een blinde muur zonder enige decoratie. In 1843 keerde het tij van verval toen er door de stad geld werd vrijgemaakt voor herstel van de kerk. Het eerst werd aangevangen met de bouw van een sacristie en een nieuwe muur voor het noordelijke zijschip. In 1847 werd ook het noordwestelijke hoektorentje herbouwd. Daarna werd de hele basiliek gerestaureerd. Ook het interieur werd vernieuwd en het verhoogde altaar werd naar het oorspronkelijke niveau teruggebracht.
De laatste grote werkzaamheden van de 19e eeuw betroffen de vernieuwing van het dak van de toren en de afbraak van de bebouwing rondom de oostzijde van de basiliek teneinde een vrije blik op het klaverbladkoor te creëren.

## De vernietiging in de Tweede Wereldoorlog
De kerk liep bij vijf van de talrijke luchtaanvallen op de stad Keulen tussen 1940 en 1945 schade op. Bij het eerste Britse tapijtbombardement in de nacht van 30 op 31 mei 1942 verbrandden de daken van de toren en het kerkschip. Ook werd de sacristie verwoest waar nog veel oude voorwerpen uit de kerk stonden. Begin 1943 kreeg de basiliek een nooddak en werd de sacristie herbouwd, maar nog hetzelfde jaar werd de kerk tweemaal getroffen bij nieuwe bombardementen op de stad, al viel de schade ditmaal relatief mee. Tijdens een luchtaanval in januari 1945 raakte de vieringtoren door een voltreffer zwaar beschadigd. Tot op dat moment waren echter schip en koorgewelven nog steeds grotendeels intact. Bij de laatste grote luchtaanval op 2 maart 1945 werd de kerk zeer zwaar getroffen. Van het gebouw bleef slechts een ruïne staan.
De bombardementen verwoestten de stad Keulen voor 95% en te midden van alle puin resteerden van de eeuwenoude Martinuskerk slechts enkele zijmuren en een deel van de vieringtoren.

## Heropbouw
Alhoewel de ruïne een desolate aanblik bood, bleek bij een analyse van de totaalschade het beeld beter dan verwacht. De kerk werd in de categorie "middelzwaar beschadigde kerken" van Keulen geplaatst. Of en hoe de kerk herbouwd zou worden werd onmiddellijk na de oorlog een controversiële discussie. Zou de ruïne als gedenkteken onveranderd moeten blijven staan, zou een geheel nieuwe kerk moeten worden gebouwd of zou de kerk in de oorspronkelijke toestand moeten worden gereconstrueerd?
Uiteindelijk werd gekozen voor wederopbouw van de oorspronkelijke kerk en in 1948 werd aangevangen met de eerste werkzaamheden. Op 13 januari 1985 werd voor de kerk voor het eerst in 40 jaren weer geopend voor het publiek. Het altaar werd op 22 juni door de Keulse aartsbisschop Joseph Höffner gewijd.

## Huidig gebruik
De reden voor de zeer lange wederopbouwtijd van de kerk is dat de Sint-Martinuskerk na de Tweede Wereldoorlog geen parochiegemeenschap meer had. Door de zware bombardementen was de bevolking van de stad gedecimeerd en de resterende katholieke geloofsgemeenschap werd toegewezen aan de parochiegemeenschap van de Keulse Dom. Hierdoor ontbrak het aan een drijvende kracht om de kerk zo snel mogelijk weer te herstellen. De focus lag in eerste instantie vooral op het herstel van de vieringtoren als zwaartepunt voor het algehele stadsbeeld.
Sinds 2009 werd de Martinuskerk voor het eerst in 200 jaar weer een kloosterkerk. De uit Parijs afkomstige  Monastieke Gemeenschappen van Jeruzalem stichtte hier een nieuwe vestiging van de orde. De basiliek is sindsdien van dinsdag tot zondag vanaf de Lauden in de ochtend tot de Vespers en de eredienst in de avond toegankelijk.
Van tijd tot tijd worden er door de Förderverein Romanische Kirchen Köln e. V. rondleidingen georganiseerd.

## Inrichting
Van de oude inrichting van de kerk was reeds in de 19e eeuw weinig bewaard gebleven. Wat wel behouden bleef aan altaren, beelden en kunstvoorwerpen, werden grotendeels in de Tweede Wereldoorlog vernietigd. De huidige inrichting is voornamelijk een samenstelling van aangekochte en geschonken voorwerpen variërend van 13e-eeuwse beelden tot kunstwerken uit de jaren 1980. Vermeldenswaard zijn:
- Een gerestaureerd kruisaltaar uit 1509;
- Een 15e-eeuwse kruisigingsgroep voorstellende de gekruisigde Christus met links Maria en rechts de apostel Johannes;
- Een grafleggingsgroep uit de 15e eeuw;
- Een 13e-eeuws doopvont;
- Het Driekoningendrieluik uit 1530 met drie scènes van Jezus in zijn kindertijd;
- Een levensgrote houten "Man van Smarten" uit de 16e eeuw;
- Een beeld van de heilige Elifius (12e eeuw);
- Het Maria-altaar met een uit Centraal-Rusland afkomstig 17e-eeuws icoon;
- De Kruisweg uit het begin van de 20e eeuw;

## Historische afbeeldingen

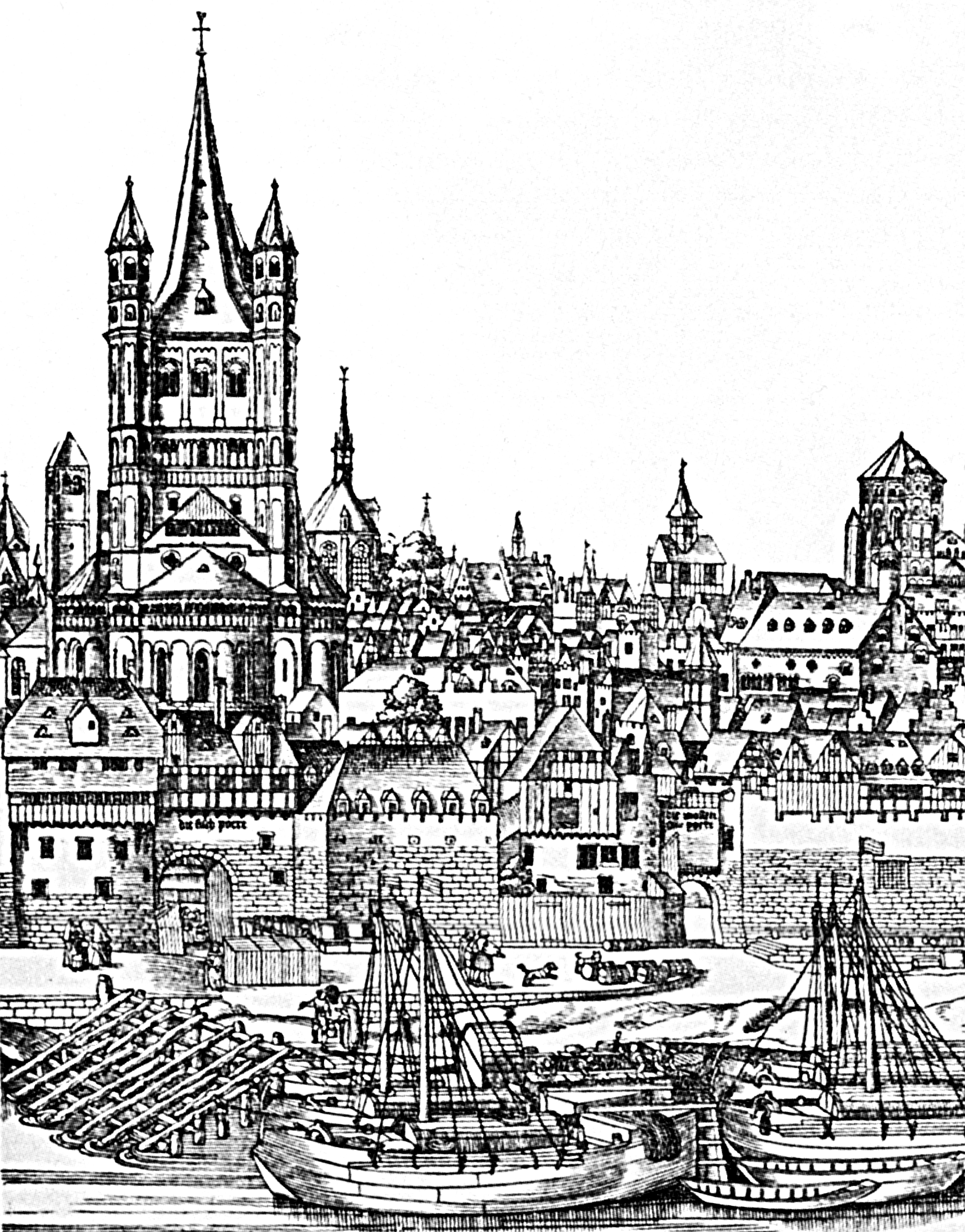
Houtgravure van de kerk uit 1531
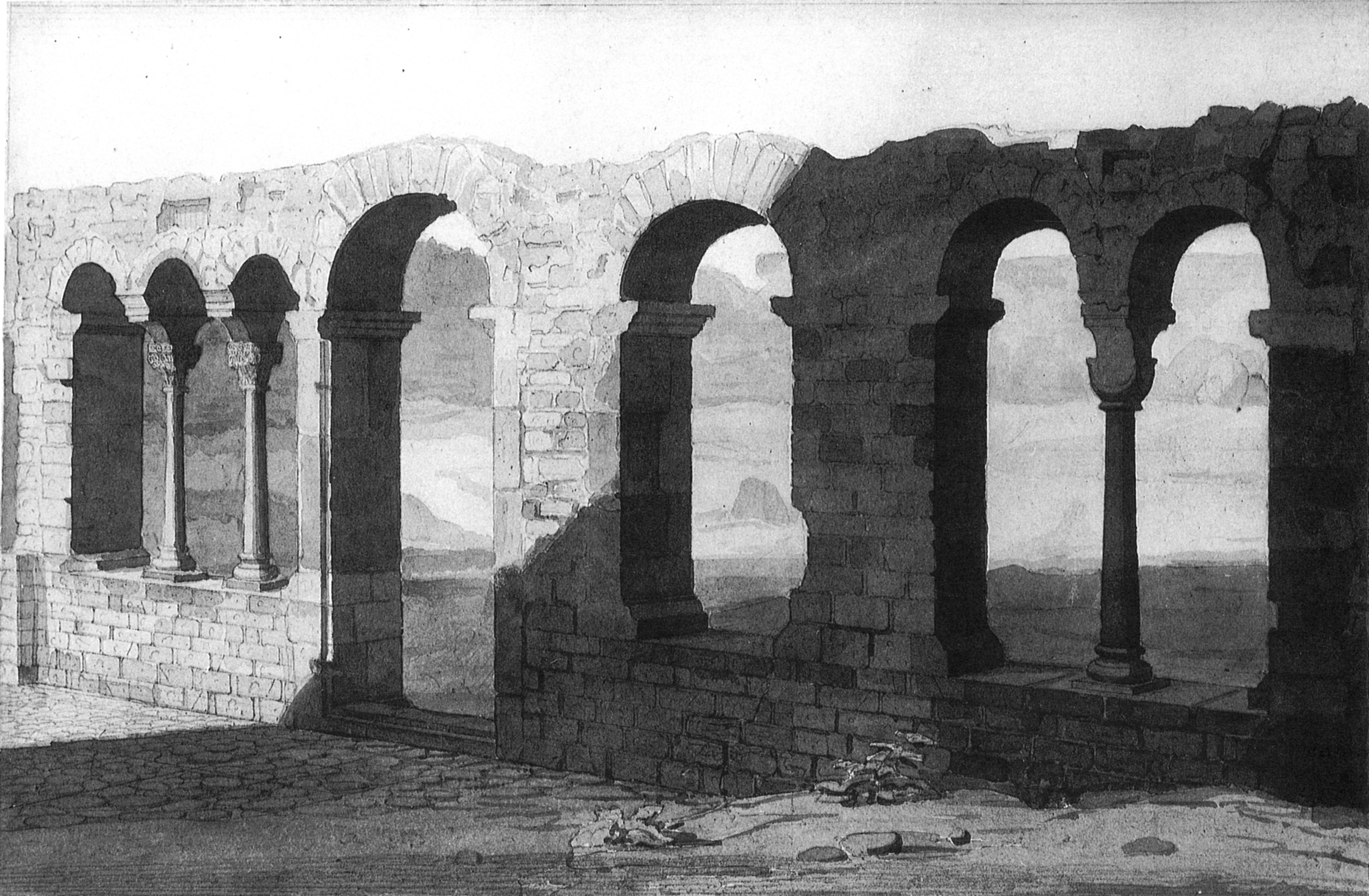
Ruïne kruisgang 1838
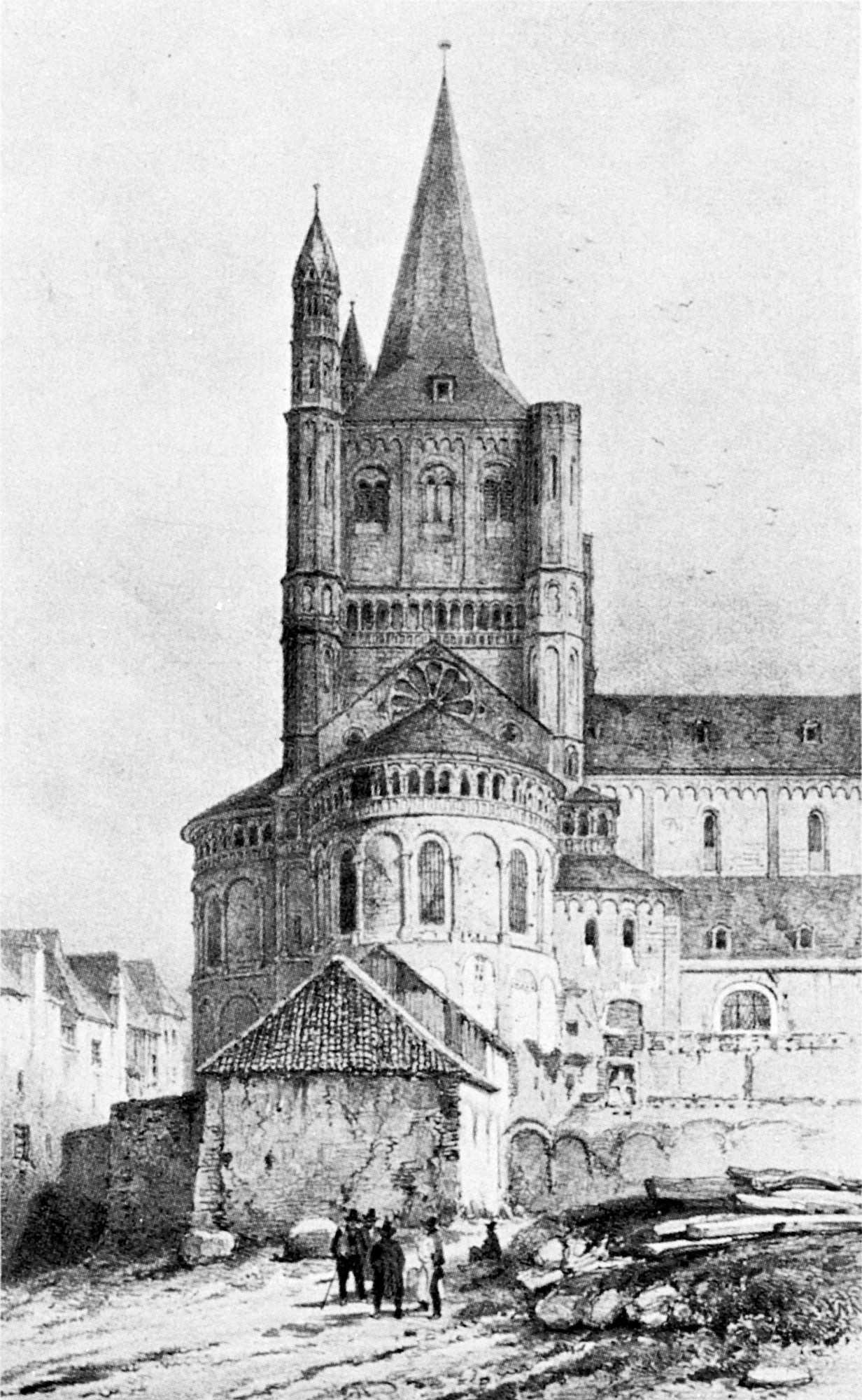
De situatie rond de kerk in 1840
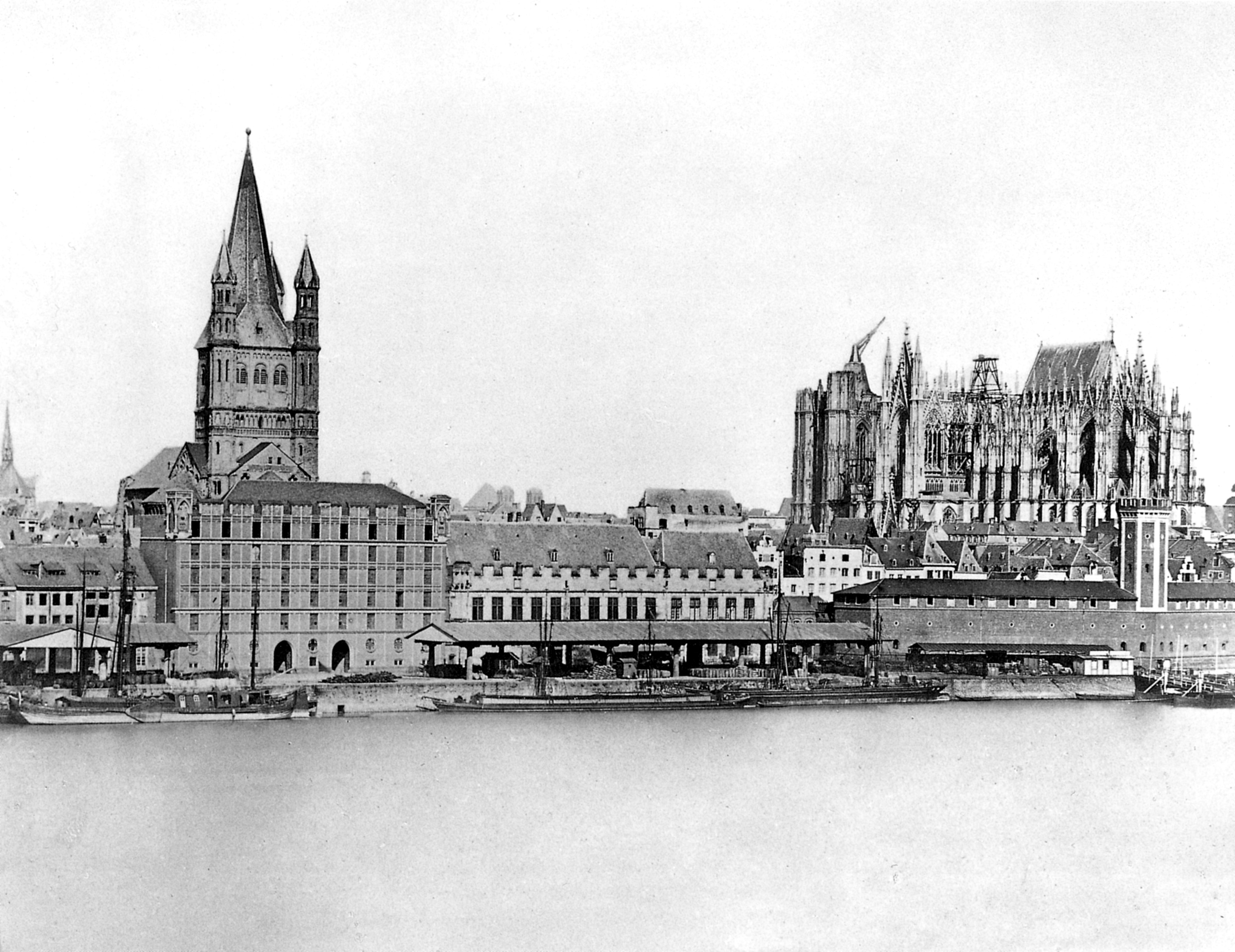
De kerk vanaf de Rijn in 1856 met de nog onvoltooide dom
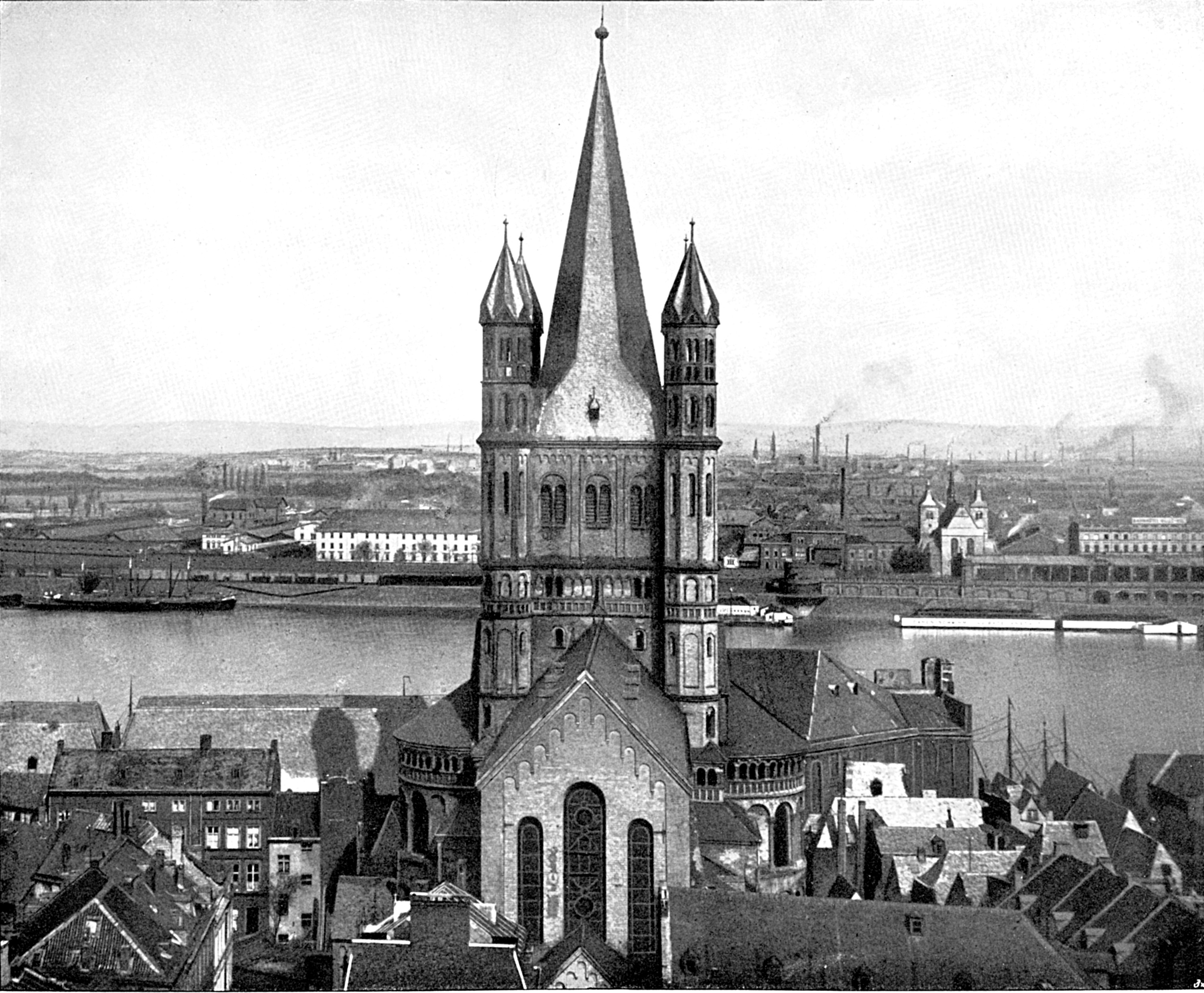
De kerk vanuit het westen voor 1899
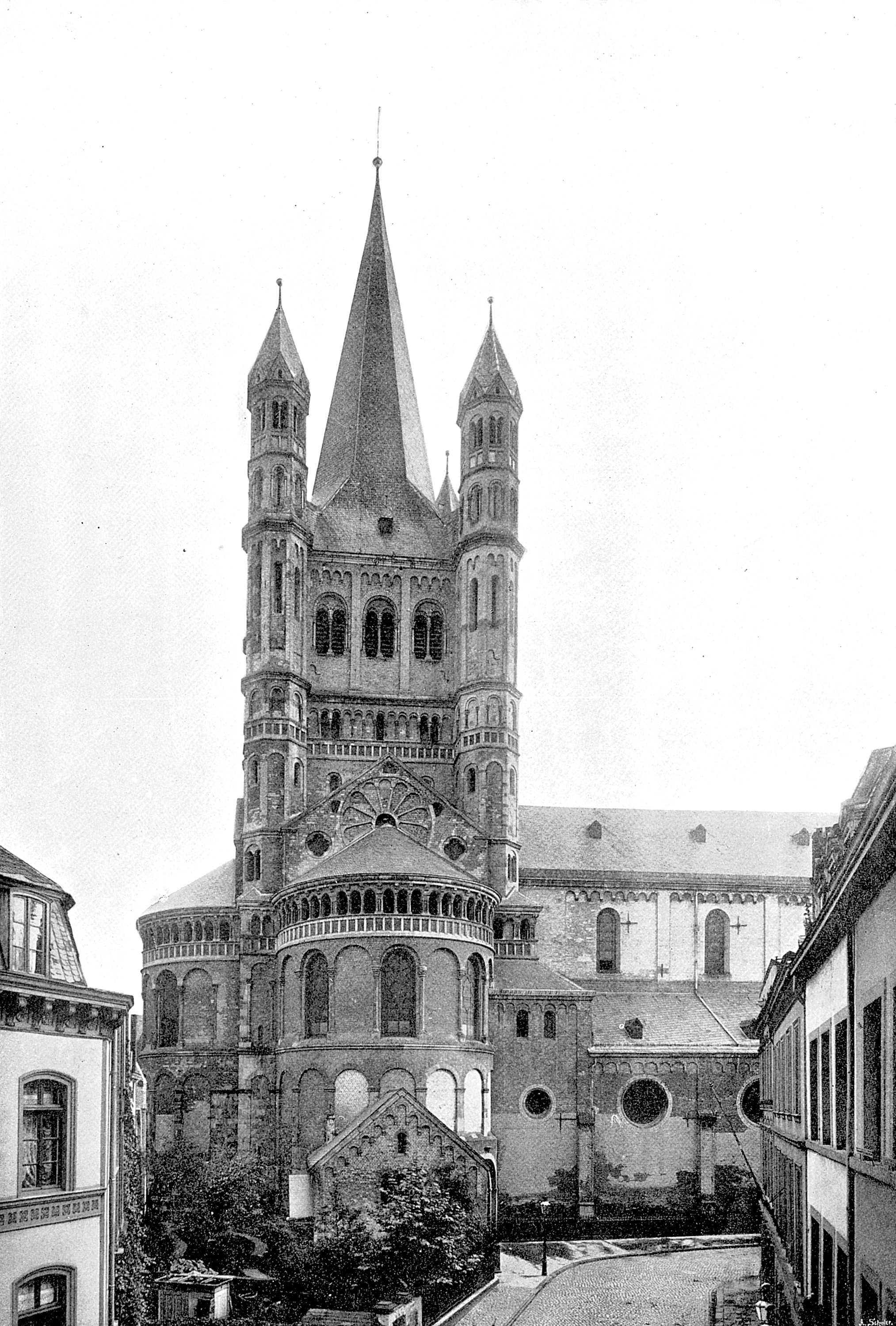
De kerk rond 1899
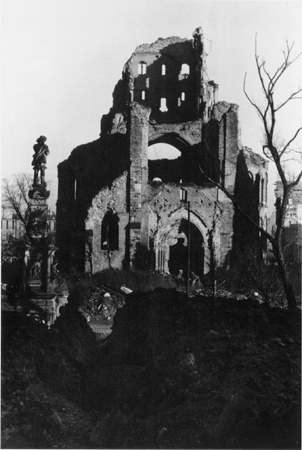
De kerkruïne na de Tweede Wereldoorlog

## Inrichting

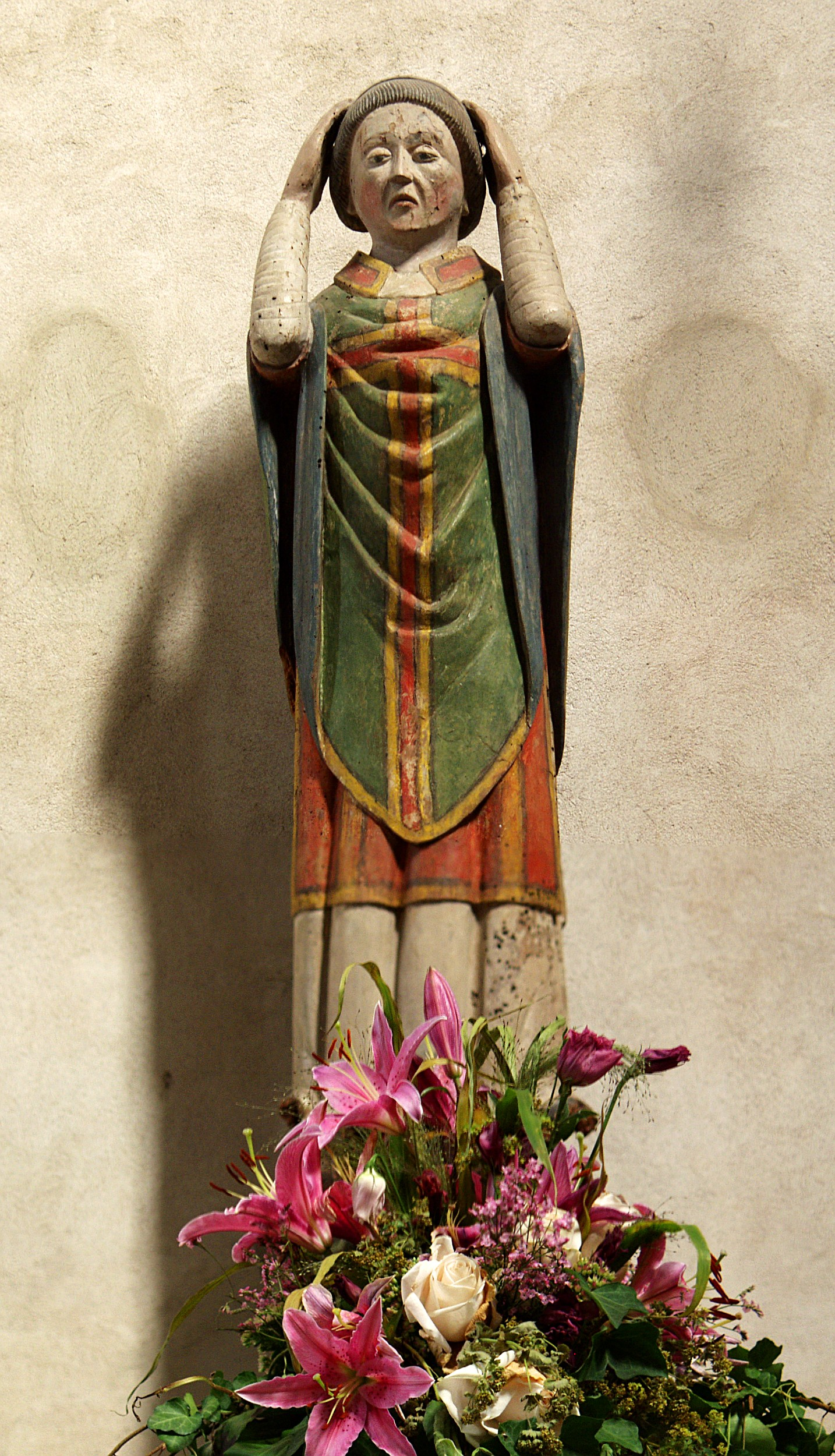
Beeld van Sint Elifius (12e eeuw)
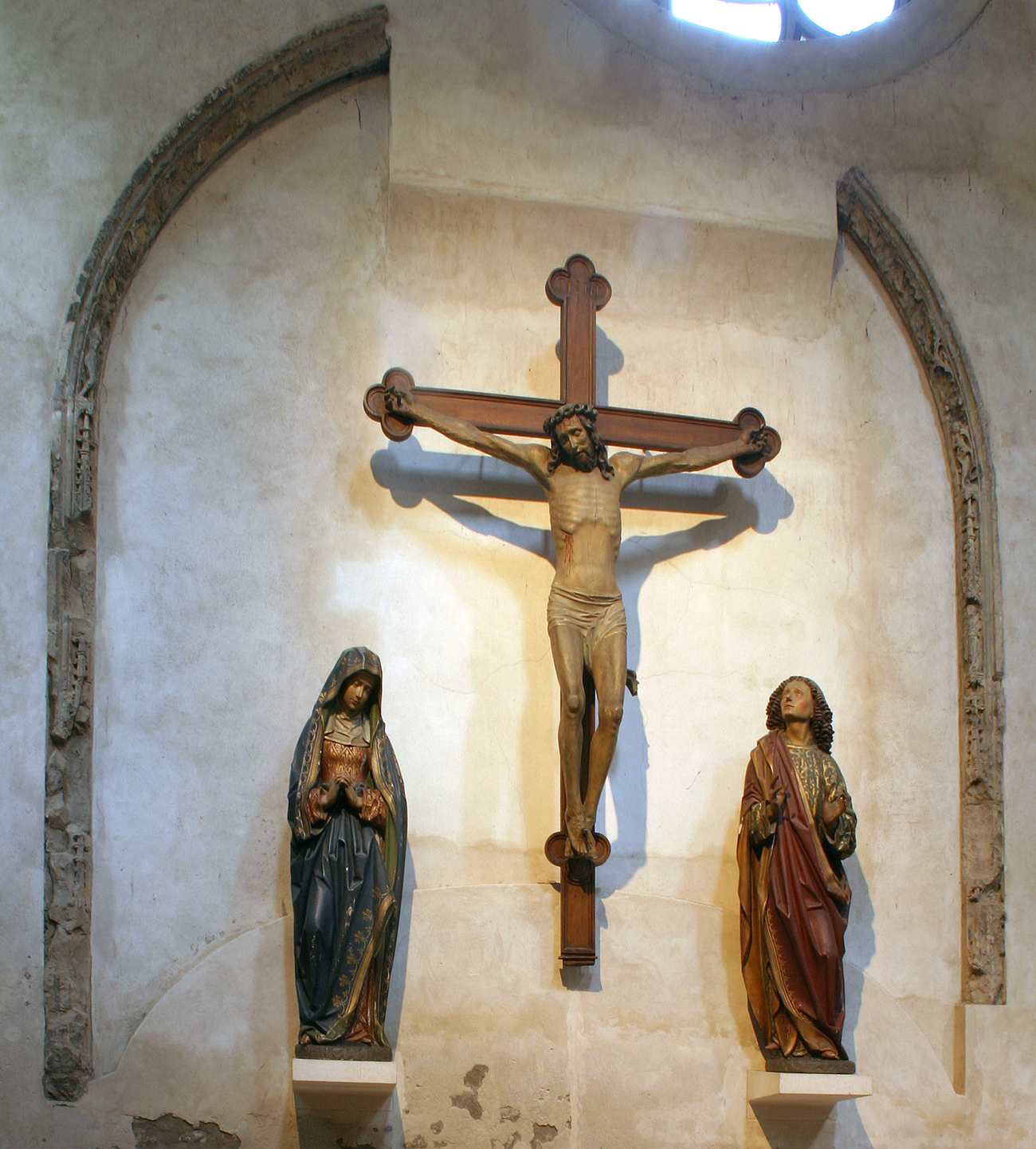
Kruisigingsgroep
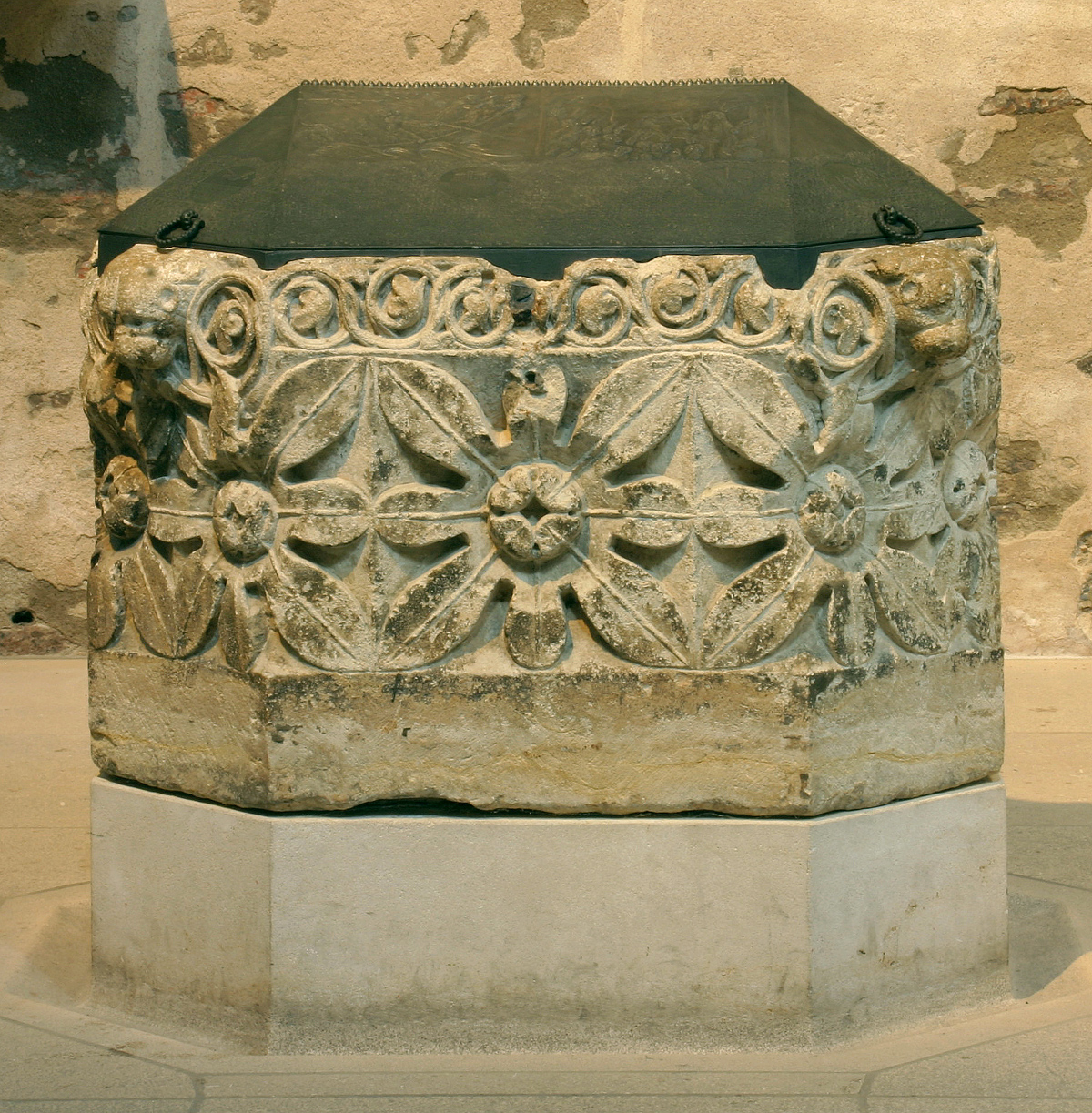
Doopbekken
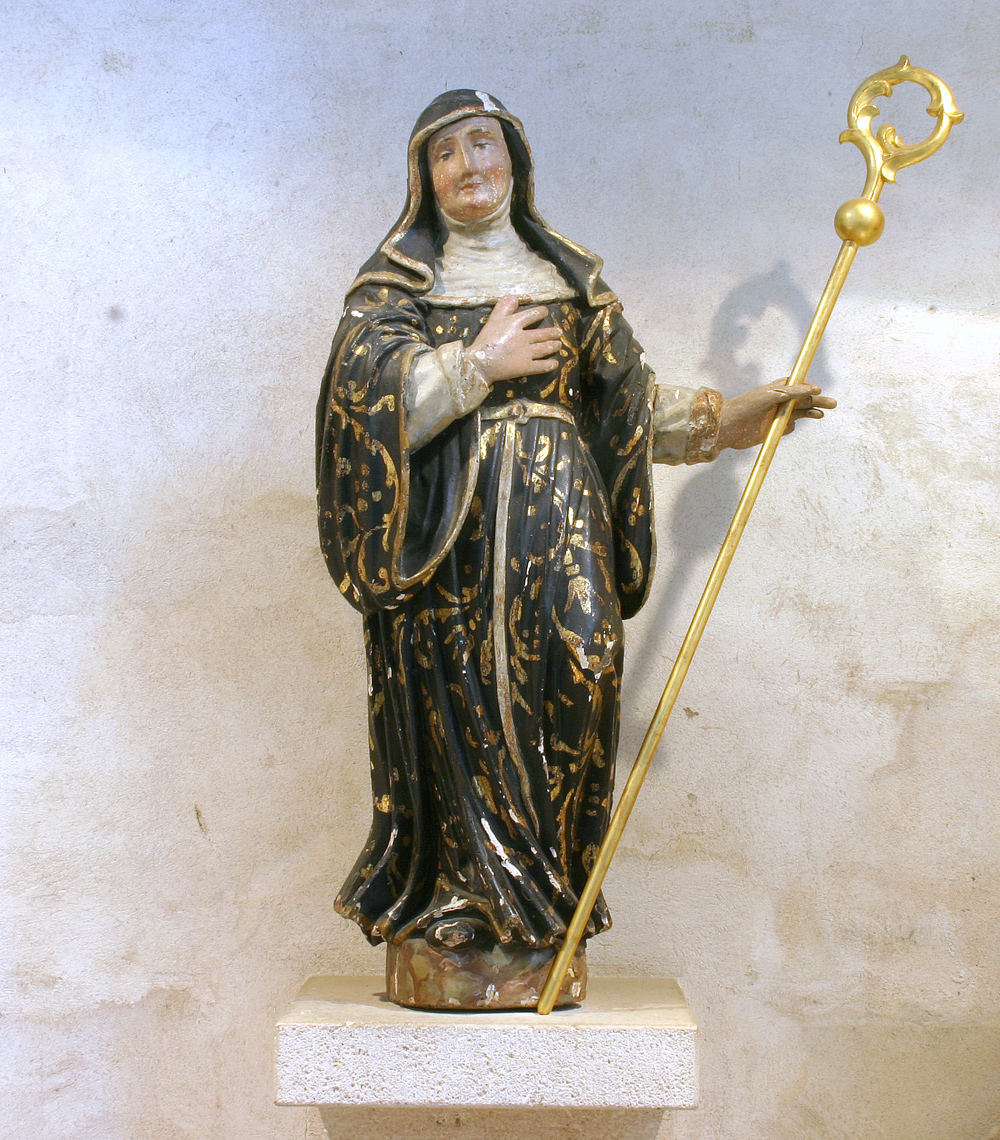
Beeld van Sint-Brigida
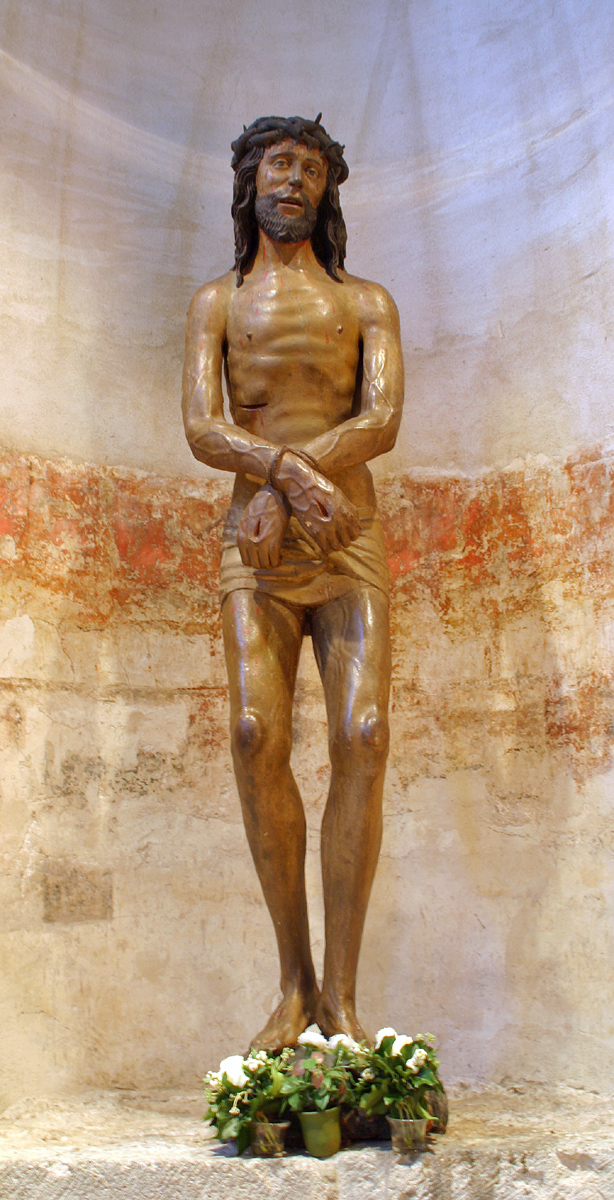
Man van Smarten
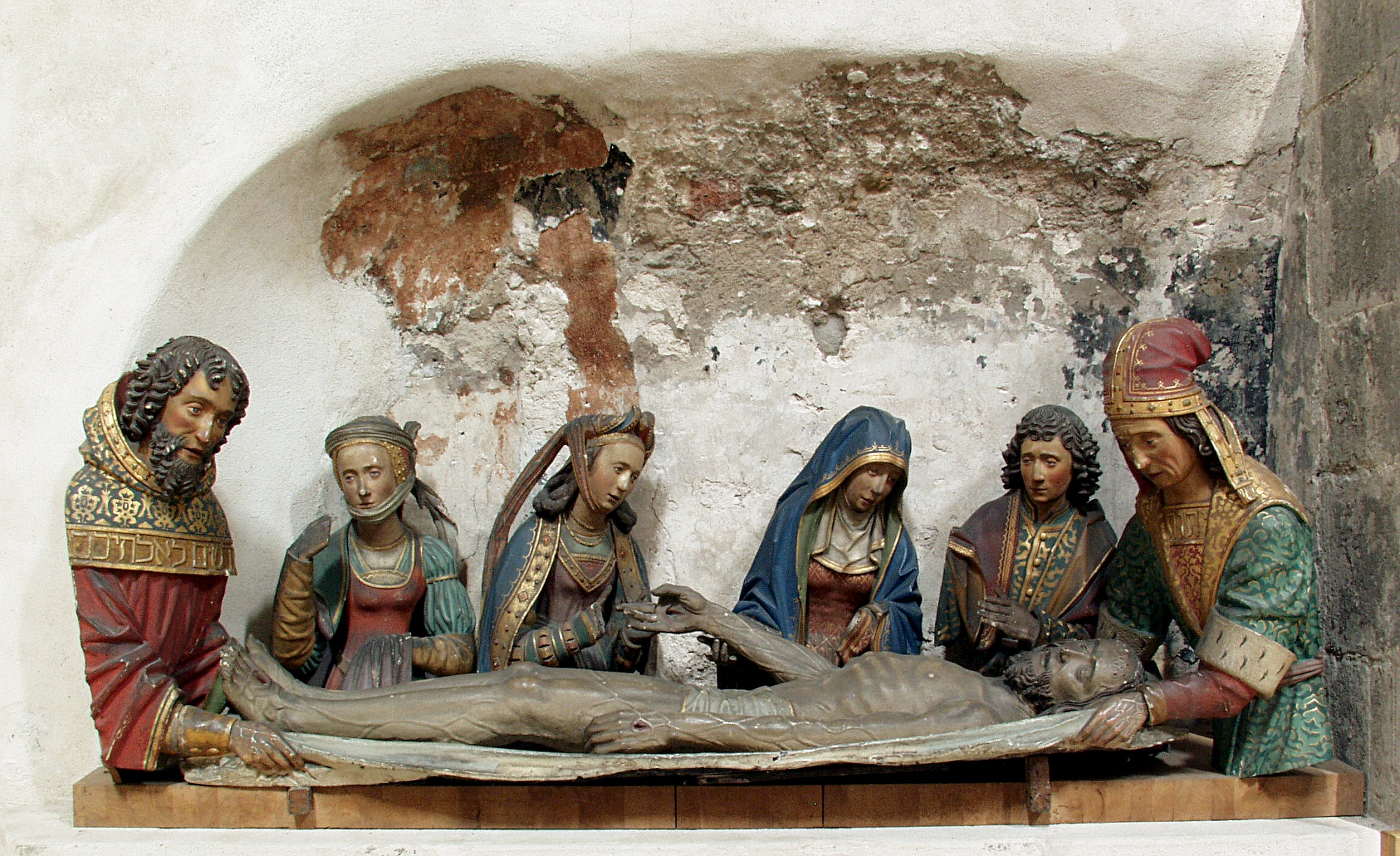
Grafleggingsgroep
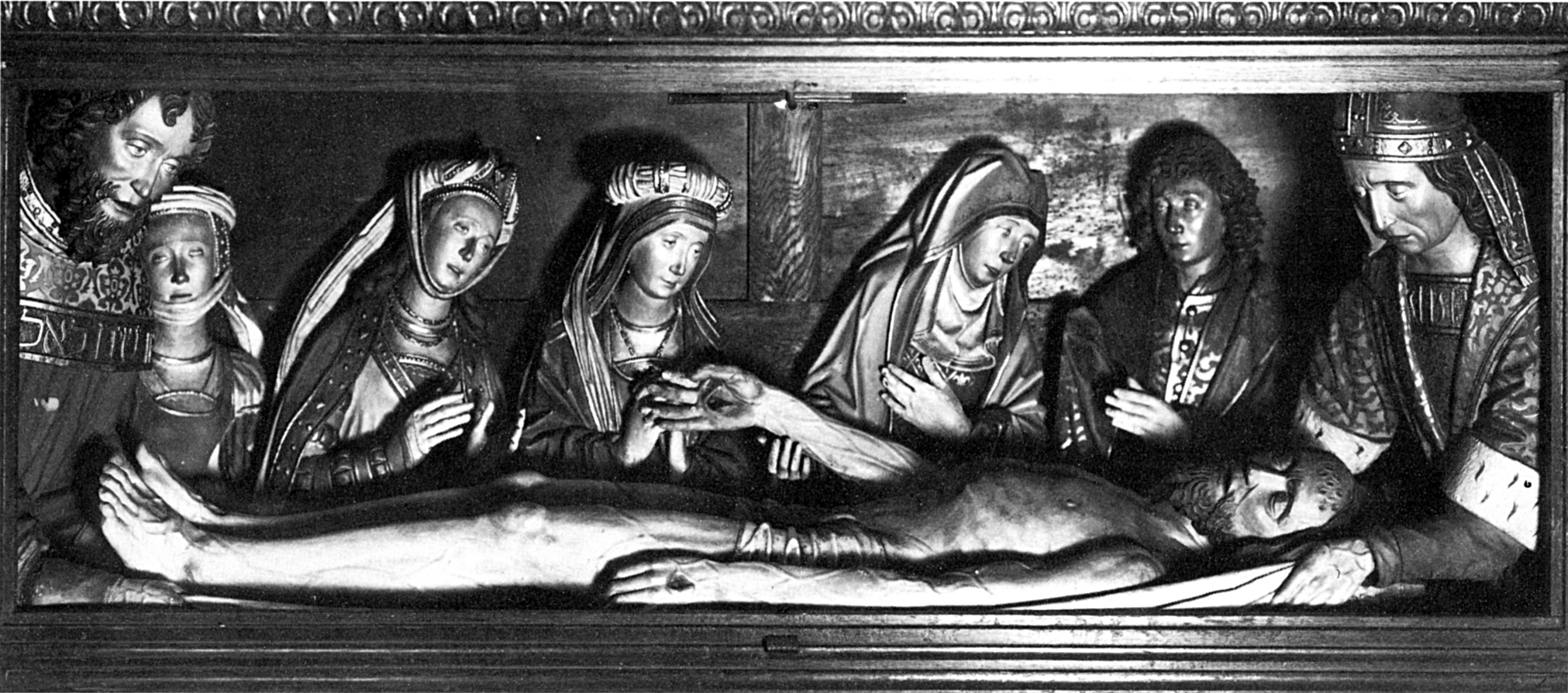
De nog onbeschadigde grafleggingsgroep voor WO II (1900)